# Mahbub ul Haq
Mahbub ul Haq est un économiste, homme politique et banquier pakistanais, né le 22 février 1934 à Gurdaspur dans le Pendjab et mort le 16 juillet 1998 à New York. Il est surtout connu pour avoir développé, avec l'Indien Amartya Sen, l'indice de développement humain (IDH), en 1990. Il a aussi été ministre des Finances du Pakistan en 1985 et 1986, puis de nouveau, par intérim, en 1988.